# Toradora!
Toradora! (とらドラ!) is een Japanse light novelserie die is geschreven door Yuyuko Takemiya en geïllustreerd door Yasu. De serie bestaat uit tien delen en is uitgegeven in Japan door ASCII Media Works van 10 maart 2006 tot 10 maart 2009.

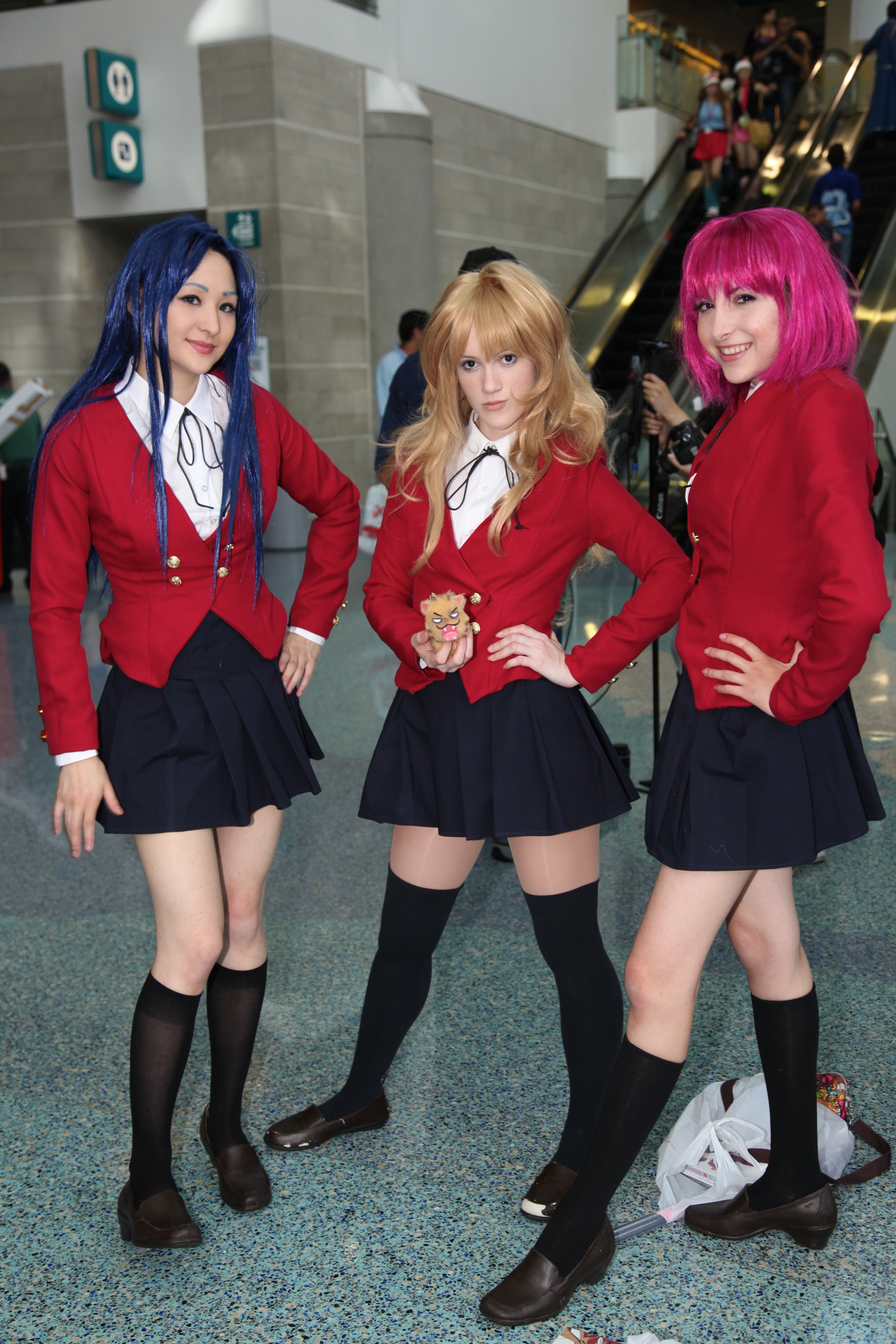
Cosplayers

Er verscheen ook een manga in september 2007 en een 25-delige animeserie die is uitgezonden tussen oktober 2008 en maart 2009. Een computerspel van Toradora voor de PlayStation Portable (PSP) kwam uit in april 2009 en is ontwikkeld door Bandai Namco.

## Plot
Ryuji gaat samen met zijn beste vriend Yusaku naar het tweede jaar van de middelbare school. Hij raakt verliefd op Minori. Toevallig is Taiga haar beste vriendin, een meisje met een negatieve houding en de gewoonte om mensen af te snauwen. Taiga krijgt direct een hekel aan Ryuji.
Dan blijkt dat Taiga tegenover Ryuji woont en ze ontdekt dat Ryuji stiekem gevoelens heeft voor Minori. Taiga is op haar beurt weer verliefd op Yusaku. Ze treffen een regeling om elkaar te helpen met hun verliefdheden.
De romantische situaties die ze voor hun vrienden opzetten blijken vaak averechts te werken, en doordat Ryuji en Taiga veel tijd met elkaar doorbrengen gaan er geruchten dat ze misschien wel een stel zijn.
Ondanks de geruchten genieten Ryuji en Taiga van elkaars gezelschap. Ze ontmoeten ook Yusaku's jeugdvriendin Ami, die naar dezelfde school gaat. Ami is niet altijd de zelfbenoemde idioot, maar eigenlijk een verwend nest die in conflict komt met Taiga. Langzaam begint ook Ami gevoelens te krijgen voor Ryuji.

## Personages
| Personage       | Stemacteur       |
| --------------- | ---------------- |
| Ryuji Takasu    | Junji Majima     |
| Taiga Aisaka    | Rie Kugimiya     |
| Minori Kushieda | Yui Horie        |
| Ami Kawashima   | Eri Kitamura     |
| Yusaku Kitamura | Hirofumi Nojima  |
| Yasuko Takasu   | Sayaka Ohara     |
| Maya Kihara     | Ai Nonaka        |
| Kouji Haruta    | Hiroyuki Yoshino |
| Inko Takasu     | Saori Goto       |

## Varia
- De titel Toradora is afgeleid van de namen van de twee hoofdpersonages Taiga en Ryuji, die zich laten vertalen als tora (tiger) en doragon (dragon).